# Адажіо
Адажіо (точніше ададжо; італ. adagio — повільно, спокійно) —
1. В музиці — а) повільний темп; б) музична п'єса або частина її, яка виконується в цьому темпі та має характер зосередженої думки, глибокого роздуму.
2. В балеті — класичний танець в повільному темпі з музикою наспівно-ліричного характеру